# 愛麗數碼
愛麗數碼（日語：アグネスデジタル），是在美國出身的日本純種競賽馬匹，出戰草地及泥地賽事均有良好表現，生涯六勝一級賽，包括香港盃、二月錦標等。

## 出賽前
1997年5月15日出生於美國肯塔基州Runnymede牧場，由當地人士照顧。
其後，栗東訓練中心練馬師白井壽昭前往美國物色馬匹，起初他本想購買Seattle Slew的產駒，然而未能和相關人士洽談好價錢。最終，作爲候補，愛麗數碼以2800萬日圓成交。據白井練馬師表示，雖然愛麗數碼爲所有馬匹中身軀最小，但他依然認爲其是當初物色時最喜歡的一匹馬。
1998年11月，送到北海道日高町日高大洋牧場成長。
之後，進入當初購買其之練馬師白井壽昭之馬房接受訓練。

## 競賽生涯

### 3歲（現2歲）
1999年9月，陣營考慮其濃厚的泥地血統，安排其出戰阪神競馬場舉行的泥地3歲新馬戰，騎師爲福永祐一。賽事途中，愛麗數碼一直領放，可惜最後被後上之Machikane Ran超越，更以7馬位大敗。
其出戰第二場3歲新馬，賽事途中其一直保持領放馬Tsurumaru Arashi身後，並於最後直路超前，以3馬位輕鬆獲得首勝。
第三場比賽爲草地公開賽紅葉錦標，然而愛麗數碼於十匹馬中僅獲第八。陣營考慮到其草地適性，確定了愛麗數碼往後幾場比賽將會以泥地戰線爲目標。
回歸泥地戰線的愛麗數碼緊接出戰11月7日的全緣冬青賞，獲得第二名。此戰過後，愛麗數碼之主戰騎師被換成經驗豐富，於上年策騎草上飛奪得有馬紀念冠軍之的場均。
的場騎師起初接手愛麗數碼時候一道懷疑其瘦弱的體質是否適合對力量要求高的泥地賽事，然而之後愛麗數碼出戰3歲500獎金以下條件戰，以7馬位大勝，證明了自己的實力。
12月23日，出戰地方二級賽全日本三歲優駿，賽前獲得第一人氣。賽事途中，愛麗數碼保持速度，置身前段位置。其於第三彎道加速佔據第一的位置，並一直保持領先至終點，最終以2 1/2馬位拋離第二名之Tsurumi Kaiun，奪得第一個分級賽冠軍。

### 4歲（現3歲）
2000年2月20日，愛麗數碼本年度第一戰爲公開賽風信子錦標，以第三名告負。
由於受限制條例，當時外國出產馬並不能出戰經典三冠，因此陣營以當時少數開放給予外國出產馬參賽的一級賽NHK一哩賽爲目標。
爲了準備草地賽事，陣營安排其出戰三級賽水晶杯及二級賽新西蘭盃四歲錦標，但兩場均只奪得季軍。
5月7日，如計劃出戰NHK一哩賽。比賽途中，愛麗數碼由始至終一直保持於中團位置，最後直路仍然未能成功加速突破，結果以第七名完賽。
草地賽事未能奪冠的愛麗數碼重新回歸泥地賽事，6月14日出戰地方三級賽名古屋優駿，以1分59.8秒破紀錄時間取得冠軍。
眼見愛麗數碼於泥地上的優秀表現，陣營決定安排其出自7月的地方一級賽日本泥地打吡。然而賽事中，第一人氣的愛麗數碼雖然於最後彎道已經進佔第四名的位置，卻於直路失速，最終而倒數第二即第十四名大敗。賽事完畢後，騎師的場表示2000米的距離對於愛麗數碼可能太長，並且由於場地泥地過於厚實，加重了其體力消耗，導致直線失速的結果。
夏季放草後，於9月出戰三級賽麒麟錦標 ，以2 1/2馬位復仇自己3歲新馬戰時的冠軍Machikane Ran。
10月出戰三級賽武藏野錦標，首次和年長馬匹決鬥，結果以1馬位敗於Sanford City。
作爲一匹於草地和泥地均可出賽的一哩至中距離馬匹，愛麗數碼下一場賽事的選擇有泥地一級賽日本盃泥地大賽和草地一級賽一哩冠軍賽。陣營中一向重視泥地賽事的白井練馬師偏向選擇日本盃泥地大賽，馬主渡邊孝男則沒有特別傾向。而主戰騎師的場參照愛麗數碼過往表現表示，日本盃泥地大賽2100米的賽道對於愛麗數碼而言過長，有機會加重體力負擔，因而一哩冠軍賽爲更好選擇。
11月19日，按照安排出戰一哩冠軍賽，此前出戰草地賽事四次均告負的愛麗數碼只得第十三人氣。開閘後，愛麗數碼一直保持於最後位置，最後彎道仍未加速，直至最後200米才突然加速，以34.3秒的驚人末腳一口氣超過前方所有馬匹，並以1/2馬位壓過第一人氣賽駒大德之都爆冷奪冠，亦以1分32.6秒打破賽事紀錄。此次比賽，愛麗數碼不但獲得第一個一級賽冠軍，亦爲來年春季過後即將掛鞭的騎師的場帶來騎師生涯最後一個一級賽冠軍。

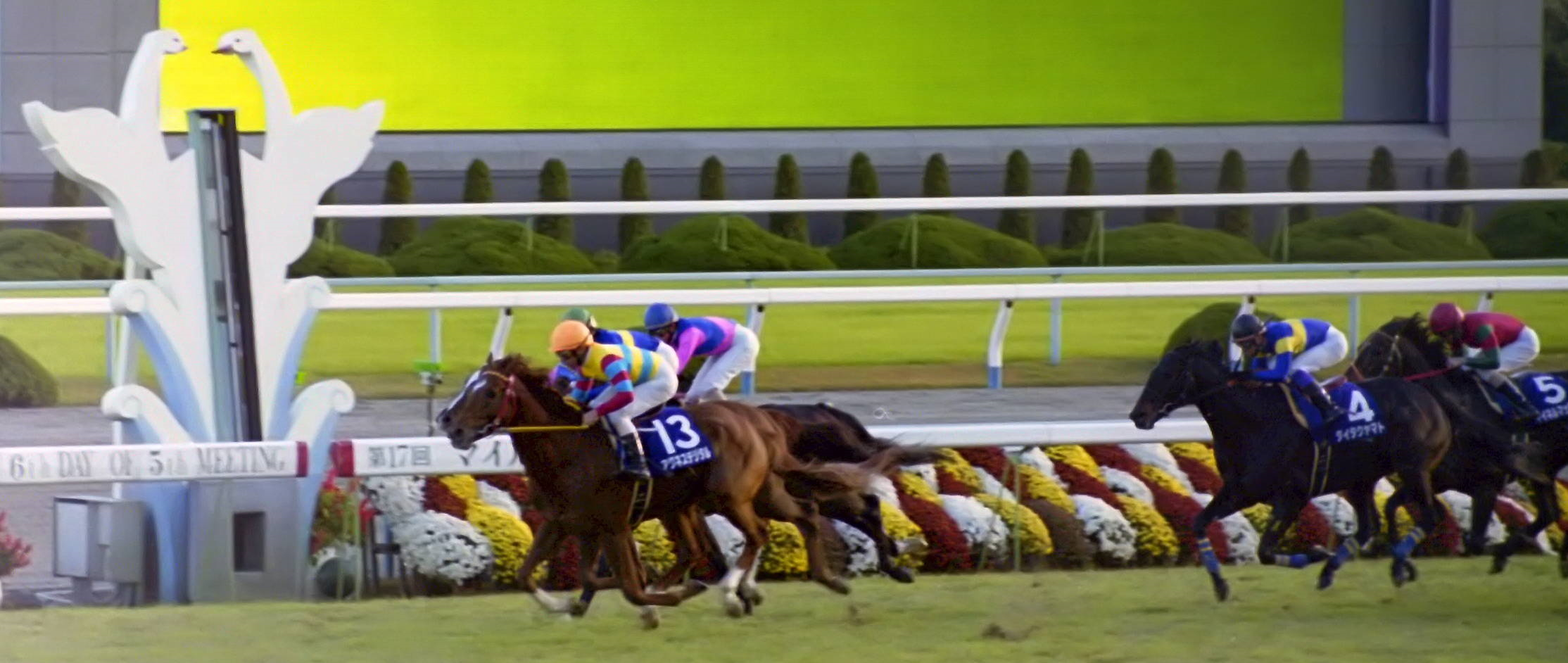
出戰一哩冠軍賽的愛麗數碼

### 4歲[a]
2001年1月，繼續草地戰線的愛麗數碼出戰三級賽京都金盃作爲熱身，結果敗給上年一哩冠軍賽亞軍大德之都，獲得第三。
之後原定參加下月舉行的二月錦標，卻於出賽前被發現右前腳患有關節炎，被迫進入休養。
5月復出戰爲京王盃春季盃，由於原本之主戰騎師的場經已掛靴，主戰騎師變更爲四位洋文。可惜，復出的愛麗數碼半次比賽只得第九名，其後出戰6月3日的安田紀念更以第十一大敗。
基於以上的戰績，愛麗數碼夏季並未出戰任何比賽，而是被安排放草，希望休養生息過後可以於秋季的泥地賽事取得成績。
9月19日，出戰秋季場賽事日本電視盃，賽事中一直保持優勢，輕鬆獲勝。
其後10月出戰地方一級賽一哩冠軍南部盃，壓過去年最優秀泥地馬飛箭及當年二月錦標冠軍真善美，得到第一人氣。比賽途中一直保持於前段位置，以第一名進入最後直路，並保持速度力拒後方東寶皇帝的來襲，最終以3/4馬位優勢奪冠。此次勝利，令愛麗數碼自1984年日本賽馬引入分級制以來，第一匹均於草地泥地一級賽奪得冠軍的賽駒。
勝出一哩冠軍南部盃後，原本陣營決定安排其出戰一哩冠軍賽以求連霸。但適逢2001年日本賽馬開始國際化，秋季天皇賞等賽事將會開放兩個參賽名額給予當時獎金最高的外國出產馬。當時第一個席位經已被贏得寶塚紀念之名將戶仁佔走，而第二則爲以當年NHK一哩盃冠軍大洋船。然而勝出一哩冠軍南部盃後，愛麗數碼累積獎金已經超過大洋船，若其宣佈出戰秋季天皇賞，大洋船將會失去參賽資格。愛麗數碼陣營此做法引起大洋船陣營以及馬迷的不滿，但最終因爲大洋船練馬師松田國英考慮大洋船將轉戰泥地戰線，決定安排大洋船出戰武藏野錦標，將秋季天皇賞的名額讓於愛麗數碼。
賽事當天，由於出戰的名馬衆多，包括上年度年間無敗、本年度贏得春季天皇賞並準備挑戰史無前人連續兩年天皇賞春秋連霸紀錄之好歌劇，於寶塚紀念擊敗好歌劇之名將戶仁以及一級賽歷戰馬黃金旅程，愛麗數碼只得第四人氣，獨贏賠率更於20倍開外。開閘後，由於賽前宣言會領放的沉默獵人漏閘，名將戶仁開始帶頭慢放，好歌劇及黃金旅程跟隨其後，愛麗數碼則保持節奏處於中團位置。通過最後彎度時候，騎師四位洋文指揮愛麗數碼向外步出，以大外檔進入直路。由於天雨關係，最後直路內欄經已變成大爛地，使內欄馬匹消耗較多體力，而外檔之愛麗數碼則沒有受到太多影響。最終，愛麗數碼復刻一哩冠軍賽的戰術，最後關頭於大外檔不斷加速殺出，超過前方纏鬥的好歌劇和名將戶仁，以1馬位優勢衝線，成爲自1956年Midfarm以來，再度贏得秋季天皇賞的外國生產馬。
此後，陣營決定避戰一哩冠軍賽，轉而安排愛麗數碼遠征香港，出戰一級賽香港盃。
2001年香港國際賽事，日本代表馬匹陣容鼎盛，香港盃開始前，黃金旅程及榮進寶蹄已經分別於香港瓶及香港一哩錦標奪得冠軍。作爲於香港盃第二人氣的愛麗數碼，更有望爲日本奪得第三座獎盃。賽事開始後，騎師四位決定放棄留後戰術，選擇一開始就將愛麗數碼推前。鑑於沙田馬場2000米賽道帶有開閘不久後便要過第一道彎的特點，騎師四位決定指揮愛麗數碼按照節奏順彎道放慢，停留約莫第五的位置，並一直保持此速度。直至第三彎道，愛麗數碼開始加速，於第四彎度再次領先，最終力拒後上馬多博的來襲，以頭位優勢贏得冠軍。
雖然愛麗數碼連續勝出三場一級賽，但於日本馬王評選中以85票之差，敗給當年東京優駿（日本打吡）兼日本盃冠軍的3歲馬森林寶穴，於最佳泥地馬評選上，更是一票未得（當年最佳泥地馬得主正是因轉讓秋季天皇賞出賽名額予愛麗數碼而轉戰泥地的大洋船），只於最佳4歲及以上雄馬以200票成爲得主。

### 5歲
2002年，陣營宣佈以當時世界獎金最高的賽事杜拜世界盃爲目標（2020年沙特盃創辦後取代了最高獎金的位置），安排愛麗數碼出戰二月錦標爲遠征前之熱身，亦爲彌補上年因傷缺席的遺憾。
二月錦標比賽當天，雖然參賽馬匹中除愛麗數碼外有九匹馬亦曾勝出一級賽，但而言無阻愛麗數碼成爲第一人氣。賽事途中，愛麗數碼於中段發力一舉超越前方馬群，以1馬位奪得優勝。愛麗數碼不但達成的一級賽四連霸，更甚的是這四場賽事包含草地泥地、包含中央、地方和海外及設置於四條不同跑道，顯示了愛麗數碼於所有賽場上的統治力。
其後按計劃出戰杜拜世界盃，但因爲飛機故障原因短暫滯留中轉站香港，到達杜拜時又因暴雨延誤訓練進度，結果於賽事中狀態極差以第六完成賽事。
完成杜拜世界盃後，愛麗數碼並未返回日本，而是到達香港出戰愛彼錶女皇盃。比賽開始後，愛麗數碼一直保持於第五的位置，並於直路時一度領先，但最終依然被同爲日本代表馬的榮進寶蹄超過，不但見證其於香港的第二個冠軍，亦成就了對方「香港魔王」的稱號。
返回日本後，由於連續出賽及遠征的影響，愛麗數碼被發現右肩及後半身出現症狀，不得不進入長達一年的休養。

### 6歲
2003年5月，於地方三級賽杜若紀念復出，雖然於最後彎道衝出並領先，但仍然不敵後上馬的速度，以第四落敗。此戰過後，有聲音指出愛麗數碼全盛期而過。
6月8日，出戰兩年前大敗的安田紀念。賽事中，愛麗數碼一直保持於中團，於最後直路再次於大外檔，發揮最後600米33.7秒的驚人末腳不斷加速衝刺，超越前方之天鵝騎士及大賞識，以破紀錄1分32.1秒時間奪得僅次「皇帝」魯鐸象徵以及「世紀末霸王」好歌劇的第六個一級賽冠軍。
安田紀念過後，愛麗數碼出戰寶塚紀念，以第十三落敗，見證菱鑽奇寶爆冷奪冠。
雖然後於日本電視盃奪得亞軍，但於一哩冠軍南部盃以第五名大敗。
其後出戰生涯最後兩場比賽秋季天皇賞及有馬紀念，分別以第十七和第九落敗，見證了「漆黑的帝王」吉兆的有終之美。
2004年1月18日，身披獲得第一個一級賽冠軍一哩冠軍賽時13號馬布，出席京都競馬場的退役儀式。

### 詳細賽績
| 日期       | 舉辦國家/地區 | 馬場   | 距離   | 級別     | 賽事名稱         | 負重 | 騎師     | 馬號 | 出馬 | 名次 | 時間     | 頭馬（二馬）         |
| ---------- | ------------- | ------ | ------ | -------- | ---------------- | ---- | -------- | ---- | ---- | ---- | -------- | -------------------- |
| 12/9/1999  | 日本          | 阪神   | 泥1400 |          | 3歲新馬          | 53   | 福永祐一 | 4    | 7    | 2    | 1:26.1   | Machikane Ran        |
| 2/10/1999  | 日本          | 阪神   | 泥1200 |          | 3歲新馬          | 53   | 福永祐一 | 7    | 7    | 1    | 1:13.0   | （Tsurumaru Arashi） |
| 9/10/1999  | 日本          | 京都   | 草1200 |          | 紅葉錦標         | 53   | 福永祐一 | 10   | 10   | 8    | 1:09.7   | End Appeal           |
| 7/11/1999  | 日本          | 京都   | 泥1400 |          | 全緣冬青賞       | 54   | 福永祐一 | 9    | 16   | 2    | 1:25.1   | Three for Niner      |
| 27/11/1999 | 日本          | 東京   | 泥1600 |          | 3歲500萬獎金以下 | 54   | 的場均   | 1    | 13   | 1    | 1:38.2   | （Fine Eleven）      |
| 23/12/1999 | 日本          | 川崎   | 泥1600 | 地方GII  | 全日本三歲優駿   | 54   | 的場均   | 3    | 12   | 1    | 1:41.1   | （Tsurumi Kaiun）    |
| 20/2/2000  | 日本          | 東京   | 泥1600 | OP       | 風信子錦標       | 57   | 的場均   | 11   | 12   | 3    | 1:37.8   | 露寶積               |
| 12/3/2000  | 日本          | 中山   | 草1200 | GIII     | 水晶盃           | 56   | 的場均   | 4    | 16   | 3    | 1:10.3   | Sweet Orchid         |
| 6/4/2000   | 日本          | 中山   | 草1600 | GII      | 新西蘭盃四歲錦標 | 56   | 的場均   | 15   | 15   | 3    | 1:34.5   | 榮進寶蹄             |
| 7/5/2000   | 日本          | 東京   | 草1600 | GI       | NHK一哩賽        | 57   | 的場均   | 4    | 18   | 7    | 1:34.3   | 飛鷹茶座             |
| 14/6/2000  | 日本          | 名古屋 | 泥1900 | 地方GIII | 名古屋優駿       | 55   | 的場均   | 8    | 12   | 1    | 1:59.8   | （Meiner Combat）    |
| 12/7/2000  | 日本          | 大井   | 泥2000 | 地方GI   | 日本泥地打吡     | 56   | 的場均   | 7    | 16   | 14   | 2:09.3   | Meiner Combat        |
| 30/9/2000  | 日本          | 中山   | 泥1800 | GIII     | 麒麟錦標         | 56   | 的場均   | 1    | 16   | 1    | 1:50.7   | （Machikane Ran）    |
| 28/10/2000 | 日本          | 東京   | 泥1600 | GIII     | 武藏野錦標       | 55   | 的場均   | 11   | 16   | 2    | 1:35.2   | Sanford City         |
| 19/11/2000 | 日本          | 京都   | 草1600 | GI       | 一哩冠軍賽       | 55   | 的場均   | 13   | 18   | 1    | 1:32.6   | （大德之都）         |
| 5/1/2001   | 日本          | 京都   | 草1600 | GIII     | 京都金盃         | 58   | 的場均   | 9    | 16   | 3    | 1:33.8   | 大德之都             |
| 13/5/2001  | 日本          | 東京   | 草1400 | GII      | 京王盃春季盃     | 59   | 四位洋文 | 15   | 18   | 9    | 1:20.7   | 痛快駒               |
| 3/6/2001   | 日本          | 東京   | 草1600 | GI       | 安田紀念         | 58   | 四位洋文 | 12   | 18   | 11   | 1:34.1   | 黑鷹                 |
| 19/9/2001  | 日本          | 船橋   | 泥1800 | 地方GIII | 日本電視盃       | 58   | 四位洋文 | 7    | 8    | 1    | 1:51.2   | （Tamamo Strong）    |
| 8/10/2001  | 日本          | 盛岡   | 泥1600 | 地方GI   | 一哩冠軍南部盃   | 56   | 四位洋文 | 7    | 9    | 1    | 1:37.7   | （東寶皇帝）         |
| 28/10/2001 | 日本          | 東京   | 草2000 | GI       | 秋季天皇賞       | 58   | 四位洋文 | 10   | 13   | 1    | 2:02.2   | （好歌劇）           |
| 16/12/2001 | 香港          | 沙田   | 草2000 | GI       | 香港盃           | 57.2 | 四位洋文 | 1    | 14   | 1    | 2:02.8   | （多博）             |
| 17/2/2002  | 日本          | 東京   | 泥2000 | GI       | 二月錦標         | 57   | 四位洋文 | 9    | 16   | 1    | 1:35.1   | （Toshin Blizzard）  |
| 23/2/2002  | 阿聯酋        | 詩柏   | 泥2000 | GI       | 杜拜世界盃       | 57   | 四位洋文 | 1    | 11   | 6    | 紀錄缺失 | 街頭口號             |
| 21/4/2002  | 香港          | 沙田   | 草2000 | GI       | 女皇盃           | 57.2 | 四位洋文 | 1    | 14   | 2    | 2:02.6   | 榮進寶蹄             |
| 1/5/2003   | 日本          | 名古屋 | 泥1400 | 地方GIII | 杜若紀念         | 59   | 四位洋文 | 3    | 12   | 4    | 1:25.9   | Biwa Shinseiki       |
| 8/6/2003   | 日本          | 東京   | 草1600 | GI       | 安田紀念         | 58   | 四位洋文 | 3    | 18   | 1    | 1:32.1   | （大賞識）           |
| 29/6/2003  | 日本          | 阪神   | 草2200 | GI       | 寶塚紀念         | 58   | 四位洋文 | 2    | 17   | 13   | 2:13.7   | 菱鑽奇寶             |
| 15/9/2003  | 日本          | 船橋   | 泥1800 | 地方GII  | 日本電視盃       | 58   | 四位洋文 | 3    | 14   | 2    | 1:52.2   | 星之王               |
| 13/10/2003 | 日本          | 盛岡   | 泥1600 | 地方GI   | 一哩冠軍南部盃   | 57   | 四位洋文 | 7    | 14   | 5    | 1:37.0   | 尊師重道             |
| 2/11/2003  | 日本          | 東京   | 草2000 | GI       | 秋季天皇賞       | 58   | 四位洋文 | 11   | 18   | 17   | 2:00.4   | 吉兆                 |
| 28/12/2003 | 日本          | 中山   | 草2500 | GI       | 有馬紀念         | 57   | 四位洋文 | 11   | 12   | 9    | 2:32.8   | 吉兆                 |

a 由2001年開始，日本跟隨國際馬齡顯示標準，以實歲標記馬匹

## 退役後
退役後，愛麗數碼成為了配種馬，在北海道新冠町大紅牧場休養，在2004年進行配種，第一批子嗣已經在2005年誕生。第一批子嗣可2007年出賽，2008年1月13日，Dream Sigal在新山紀念取勝，成為首匹在分級賽取勝的子嗣。Kazenoko勝出日本泥地打吡後，成為首匹勝出一級賽的愛麗數碼子嗣。
2020年配種馬退役，被轉移至北海道幕別町十勝輕種馬農業協同組合種馬場度進行養老生活。
2021年12月8日，於放草時發生意外，即日被處以安樂死，享年24歲。

### 主要子嗣

#### 一級賽優勝子嗣
粗體字為一級賽
2011年生
- Kazenoko（日本泥地打吡）

#### 分級賽優勝子嗣
2005年生
- Ubiquitous（麒麟錦標）
- Daishin Orange（天蠍錦標、平安錦標）
- 君主風範（中日新聞盃、札幌紀念、天狼星錦標）
- 夢之兆（新山紀念）

2006年生
- 大獎天使（函館短途錦標）

2007年生
- 靜音（雌馬賽）

2009年生
- Meisho Suzanna（皇后錦標）

2011年生
- Asukano Roman（平安錦標、東海錦標）

## 血統簡介
父系Crafty Prospector爲美國賽駒，於美國七勝泥地賽。祖父淘金者爲美國著名種馬，於近代擁有巨大影響力，和加拿大種馬北地舞人被譽爲兩大改變世界賽馬的偉大種馬。
母系Chancey Squaw出生於美國。外祖父首席皇冠擁有優秀泥地血統，曾八勝泥地一級賽。

### 血統表
| 父線：淘金者系（Raise a Native系）    |                                 |                   |                 |
| 種馬 Crafty Prospector 1979年（栗色） | 淘金者 1970年（棗色）           | Raise a Native    | 天才舞者        |
| 種馬 Crafty Prospector 1979年（栗色） | 淘金者 1970年（棗色）           | Raise a Native    | Raise You       |
| 種馬 Crafty Prospector 1979年（栗色） | 淘金者 1970年（棗色）           | Gold Digger       | Nashua          |
| 種馬 Crafty Prospector 1979年（栗色） | 淘金者 1970年（棗色）           | Gold Digger       | Sequence        |
| 種馬 Crafty Prospector 1979年（栗色） | Real Crafty Lady 1975年（栗色） | In Reality        | Intentionally   |
| 種馬 Crafty Prospector 1979年（栗色） | Real Crafty Lady 1975年（栗色） | In Reality        | My Dear Girl    |
| 種馬 Crafty Prospector 1979年（栗色） | Real Crafty Lady 1975年（栗色） | Princess Roycraft | Royal Not       |
| 種馬 Crafty Prospector 1979年（栗色） | Real Crafty Lady 1975年（栗色） | Princess Roycraft | Crafty Princess |
| 繁殖雌馬 Chancey Squaw 1991年（棗色） | 首席皇冠 1982年（棗色）         | 單色              | 北地舞人        |
| 繁殖雌馬 Chancey Squaw 1991年（棗色） | 首席皇冠 1982年（棗色）         | 單色              | Pas de Nom      |
| 繁殖雌馬 Chancey Squaw 1991年（棗色） | 首席皇冠 1982年（棗色）         | Six Crowns        | 秘書處          |
| 繁殖雌馬 Chancey Squaw 1991年（棗色） | 首席皇冠 1982年（棗色）         | Six Crowns        | Chris Evert     |
| 繁殖雌馬 Chancey Squaw 1991年（棗色） | Allicance 1980年（棗色）        | 聲稱              | Hoist the Flag  |
| 繁殖雌馬 Chancey Squaw 1991年（棗色） | Allicance 1980年（棗色）        | 聲稱              | Princess Pout   |
| 繁殖雌馬 Chancey Squaw 1991年（棗色） | Allicance 1980年（棗色）        | Runaway Bride     | Wild Risk       |
| 繁殖雌馬 Chancey Squaw 1991年（棗色） | Allicance 1980年（棗色）        | Runaway Bride     | Aimee           |
| 雌系：Eclair系（號族：22-d）          |                                 |                   |                 |
| 五代內近親交配：無                    |                                 |                   |                 |

## 命名由來
名字中，Agnes（アグネス）是馬主渡邊孝男的冠名，出自其千金喜愛的著名華人歌星陳美齡博士的英文名字，香港取音譯，將其翻譯為「愛麗」，Digital（デジタル）則有數字、數碼等意思。

## 外部連結
- 愛麗數碼 netkeiba.com （页面存档备份，存于）
- 血統表 （页面存档备份，存于）